# Chasin' Wild Trains
Chasin' Wild Trains è un album discografico in studio della cantante Kim Carnes, pubblicato nel 2004.

## Tracce
1. One Beat at a Time – 3:52 (Kim Carnes, Marc Jordan)
2. Just to See You Smile – 4:18 (Kim Carnes, Angelo, Chuck Prophet)
3. Where Is the Boy (Chris' Song) – 4:04 (Kim Carnes)
4. Goodnight Angel – 4:53 (Kim Carnes)
5. Lucid Dreams – 4:02 (Kim Carnes, Angelo, Chuck Prophet)
6. All About Time – 3:53 (Kim Carnes, Greg Barnhill)
7. Runaway – 4:57 (Kim Carnes, Anders Osborne)
8. You Made My Skin Burn – 4:12 (Kim Carnes, John Goodwin, Billy Panda)
9. Still Warmed by the Thrill – 4:03 (Kim Carnes, Greg Barnhill)
10. If I Was an Angel – 3:46 (Kim Carnes, Matraca Berg, Gary Harrison)
11. Too Far Gone – 2:58 (Kim Carnes, Kim Richey)
12. Stepped Right in It – 3:31 (Kim Carnes, Al Anderson, Jeffrey Steele)